# Ernst Schoiber
Ernst Schoiber (* 28. Februar 1908 in St. Pölten; † 13. Dezember 1990 in Scheibbs) war ein österreichischer Politiker (ÖVP) und Landesschulratspräsident. Er war von 1964 bis 1974 Abgeordneter zum Landtag von Niederösterreich.

## Leben
Ernst Schoiber besuchte nach der Volks- und Bürgerschule die Lehrerbildungsanstalt St. Pölten und war danach als Volks- und Hauptschullehrer tätig. Er diente ab 1942 im Zweiten Weltkrieg und kehrte 1947 aus der Kriegsgefangenschaft zurück. 1952 übernahm er die Stelle eines Bezirksschulinspektors, danach war er zwischen 1959 und 1975 geschäftsführender Präsident des Landesschulrates, wobei er wesentlich am Ausbau der Hauptschulen und der Reduzierung der Volksschul-Oberstufen beteiligt war. Zudem vertrat Schoiber die ÖVP zwischen dem 19. November 1964 und dem 11. Juli 1974 im Niederösterreichischen Landtag.

## Auszeichnungen
- Regierungsrat
- 1968: Komturkreuz des Silvesterordens mit dem Stern[1]